# Festival Internazionale del Jazz di Praga
Il Festival Internazionale del Jazz di Praga (Mezinárodní jazzový festival Praha), fondato nel 1964, è un festival musicale di jazz tradizionale che si tiene ogni anno nel Reduta Jazz Club, a Praga, Repubblica Ceca. Il festival di Praga appartiene ai festival jazz più tradizionali.

## Storia del festival

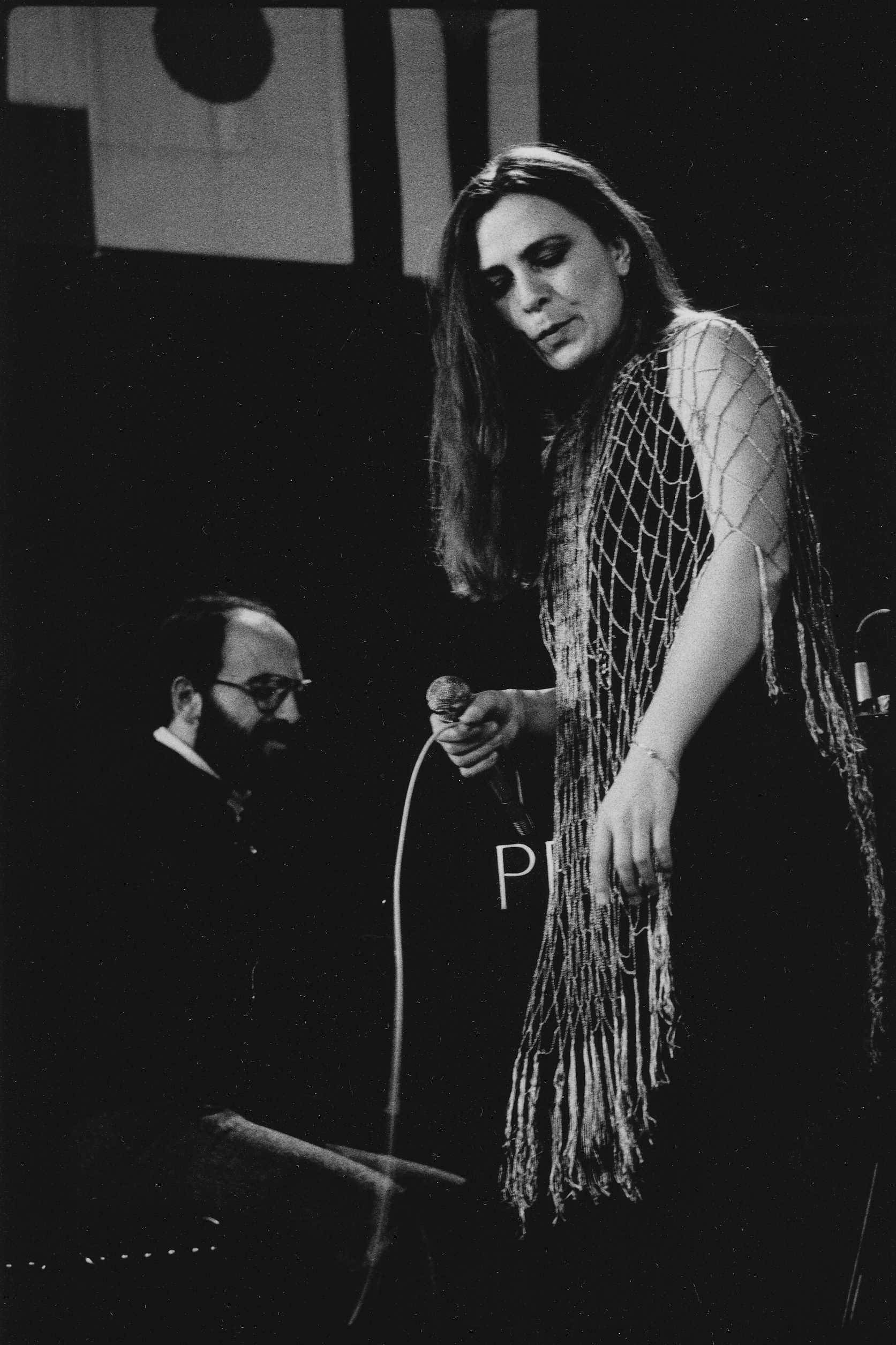
Yaldaz Ibrahimova, 1984

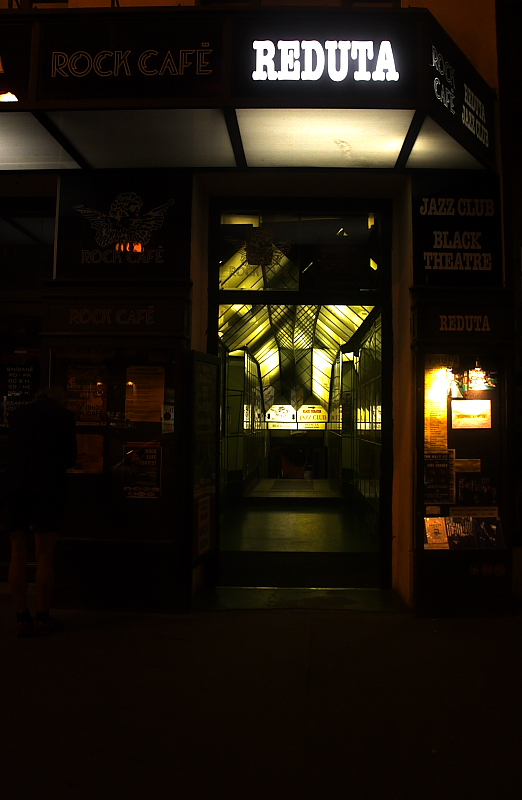
Entrata del Reduta Jazz Club

Si tratta del più antico festival musicale della Repubblica Ceca e anche uno dei più antichi e tradizionali d'Europa. Il Festival Internazionale del Jazz di Praga è diventato una tradizione per l'autunno come equivalente al Festival Internazionale di Musica Classica di Praga, che è tradizionale per la prima parte dell'anno. Negli anni precedenti gli organizzatori si sono concentrati maggiormente sul jazz tradizionale, ma più recentemente hanno puntato sulle varietà di questo genere musicale.

## Leggende del festival
Durante le precedenti affluenze di spettatori il festival avrebbe potuto vedere leggende del jazz come Mr. Acker Bilk e la sua Bristol Paramount Jazz Band (1964 e 1982), la Duke Ellington Orchestra (1968), la Count Basie Orchestra, Oscar Peterson e Big Joe Turner (1974), Benny Goodman (1976), Didier Lockwood (1984), Stéphane Grappelli (1988), B.B. King (1990), Chick Corea Elektric Band (1991), The Dave Brubeck Quartet (1996), Tony Bennett e il Trio di Ralph Sharon (1997), New York Voices (1998), Mal Waldron e Albert Mangelsdorff (2001), Rhoda Scott (2006) e Boris Kozlov (2013).

## Storia del Reduta Jazz Club
Nel 1957 gli artisti cecoslovacchi erano oppressi dal regime comunista e la situazione sembrava senza speranza, quando, nel cuore di Praga fu fondato il primo jazz club di tutta l'Europa centrale. Non era solo un posto per musicisti liberi e di talento. Il Club Reduta è stato uno dei primi teatri sperimentali, dando il via a una rivoluzione nei metodi di recitazione europei e, dopo gli spettacoli, tutti si ritrovavano nel club, discutendo e progettando fino all'alba, nonostante il servizio di sicurezza si opponesse duramente contro di loro, ma il Reduta e i suoi fedeli continuarono fino alla caduta della dittatura comunista.
Il momento più importante del club fu dopo il 1989, quando il nuovo proprietario, appassionato di musica e filantropo, decise di aprire il club al mondo. Nel 1994 il presidente degli Stati Uniti Bill Clinton incontrò il presidente ceco Václav Havel e molti altri importanti politici, uomini d'affari e star scelsero di raggiungere la bellezza del Club. Il club cominciò ad ospitare il Festival Internazionale del Jazz Praha, uno dei più antichi e grandi d'Europa. Il club gode di un'acustica perfetta, clientela importante, i migliori artisti di molti generi, dal blues, al dixieland o il latin al jazz tradizionale.